# Fuller Albright
Fuller Albright (Buffalo, 12 gennaio 1900 – Boston, 8 dicembre 1969) è stato un medico statunitense.
Noto per gli studi sul metabolismo del calcio.

## Biografia
Albright è nato a Buffalo, nello stato di New York. "Fuller" era il cognome da nubile della madre. A diciassette anni è ammesso all'Harvard College. Tre anni dopo il diploma cum laude si iscrive alla Harvard Medical School. Dopo un iniziale interesse per l'ostetricia e la chirurgia ortopedica, la scoperta dell'insulina lo attrae verso la medicina interna, in particolare allo studio del metabolismo. Dopo l'internato al Massachusetts General Hospital entra a far parte di un progetto di ricerca annuale sul metabolismo del calcio e l'avvelenamento da piombo con Joseph C. Aub. Successivamente diventa assistente del dottor Warfield Longcope presso il Johns Hopkins Hospital di Baltimora, dove esegue numerosi esperimenti (spesso senza intuirne il loro valore), assieme con l'amico John Eager Howard. Infine passò due anni a Vienna con il patologo Jakob Erdheim.
Nei primi anni Trenta del Novecento ritorna a Boston, dove diventa membro dello staff del Massachusetts General Hospital. Nel 1933 si sposa con Claire Birge, dalla quale avrà due figli. Al MGH sviluppa in breve tempo un gruppo di ricerca sull'endocrinologia.

### Lavoro al Massachusetts General Hospital
A Albright sono attribuite diverse scoperte in medicina. Egli descrisse la displasia fibrosa poliostotica (successivamente chiamata sindrome di McCune-Albright-Sternberg), le caratteristiche cliniche e patologiche dei diversi tipi di ipertiroidismo, il meccanismo della sindrome di Cushing, l'acidosi tubulare renale ed il riconoscimento dell'importanza della menopausa nell'osteoporosi. Inoltre egli delineò alcune forme di iperplasia surrenale congenita.

### Riconoscimenti
Nel 1941 Albright fu eletto membro dell'Accademia americana per le arti e la scienza. Fu presidente della Società americana per la ricerca clinica nel biennio 1943-1944, dell'Associazione per lo studio delle secrezioni interne dal 1945 al 1946 e della Società di endocrinologia dal 1946 al 1947. Nel 1955 fu eletto alla Accademia nazionale delle scienze.
Dal 1981 la Società americana per la ricerca ossea e minerale ha istituito un premio annuale in suo nome.

### Malattia e morte
Sviluppò la malattia di Parkinson nel 1937. Nel 1956 i sintomi erano diventati così forti che si sottopose ad un intervento sperimentale al cervello, la pallidotomia (la rimozione del globo pallido per iniezione di etanolo). L'intervento nell'emisfero destro riuscì con successo mentre nel lato sinistro fu complicato da un'emorragia, che lo lasciò afasico e comatoso per i 13 rimanenti anni della sua vita, durante i quali fu assistito presso il Massachusetts General Hospital.